# Замок «Князь»
Замок «Ксьонж» (пол. Zamek Książ, нім. Schloß Fürstenstein) — найбільший замок у Нижній Сілезії, третій за величиною замок у Польщі (після замку в Мальборку і замку на Вавелю). Розміщений у дільниці міста Валбжих — Ксьонж, у природному парку, з видом на річку Пелчниця (Pełcznica) і є однією з головних туристичних пам'яток міста Валбжиха.

## Історія
Починаючи від XIII ст. німецька назва замку змінювалася від Wistenberch до Vorstinberch, Vorstinburg, Fürstenberg і нарешті Fürstenstein (князівський камінь). У 1263 році замок був зруйнований королем Богемії Отокаром II.

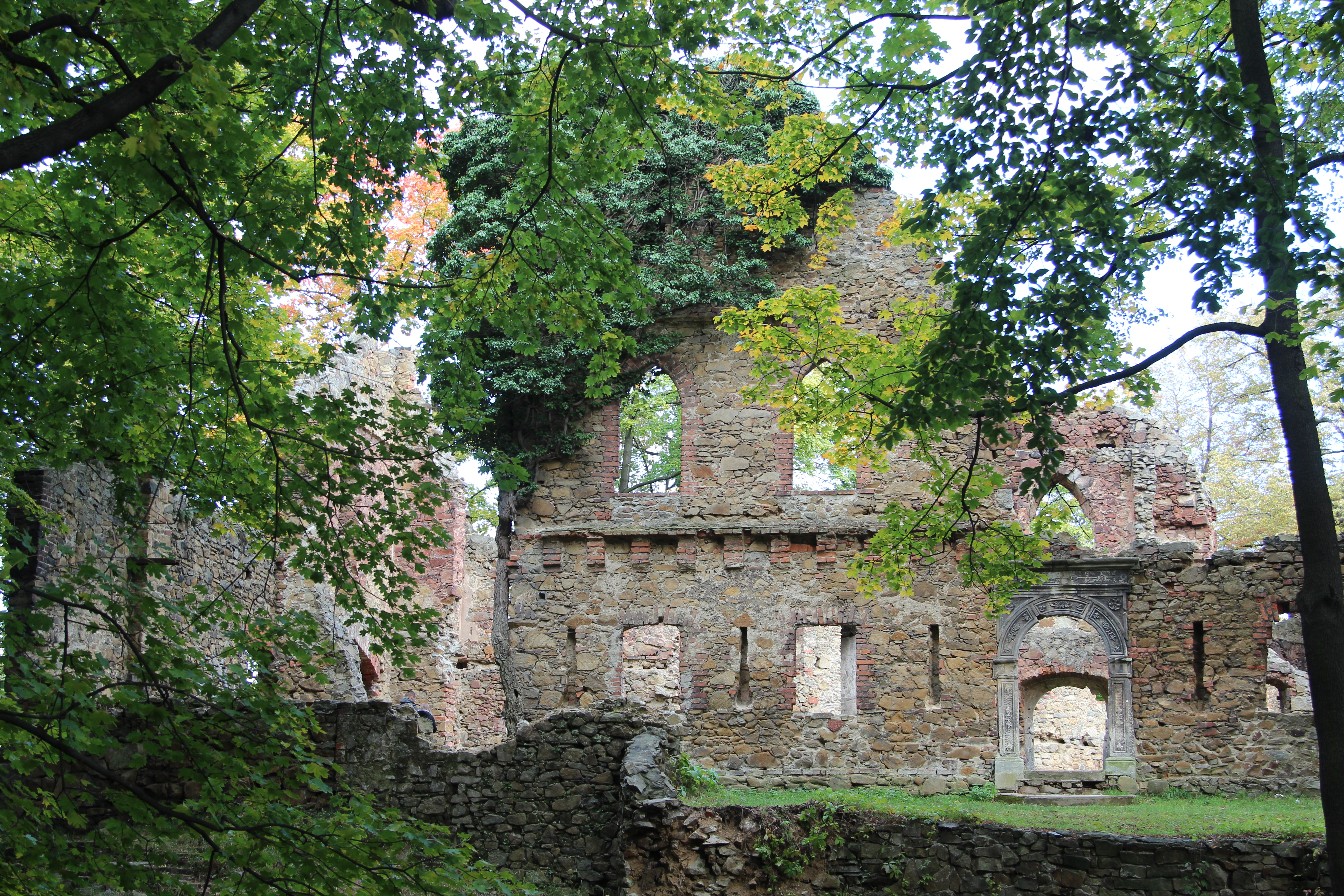
Старий замок «Князь». 2014

На місці старого замку князь Болько І Суворий у 1288—1292 роках відбудував новий замок і оселився в ньому. Його внук Болько ІІ Малий продовжив розбудову замку, однак після смерті князівни Агнеси в 1392 році замком заволодів чеський монарх Вацлав IV.
Воєначальник угорського короля Матвія Корвіна — Георг фон Штайн, який на чолі угорських та вроцлавських військ заволодів замком, став наступним власником замку в 1483—1490 роках і теж доклав зусиль для його відновлення і розширення. 1497 року чеський і угорський король Владислав II продав замок своєму придворному Йоганові фон Шеленбергу, який пізніше перепродав його в 1503 році сім'ї Гауквітців із Глубчице.

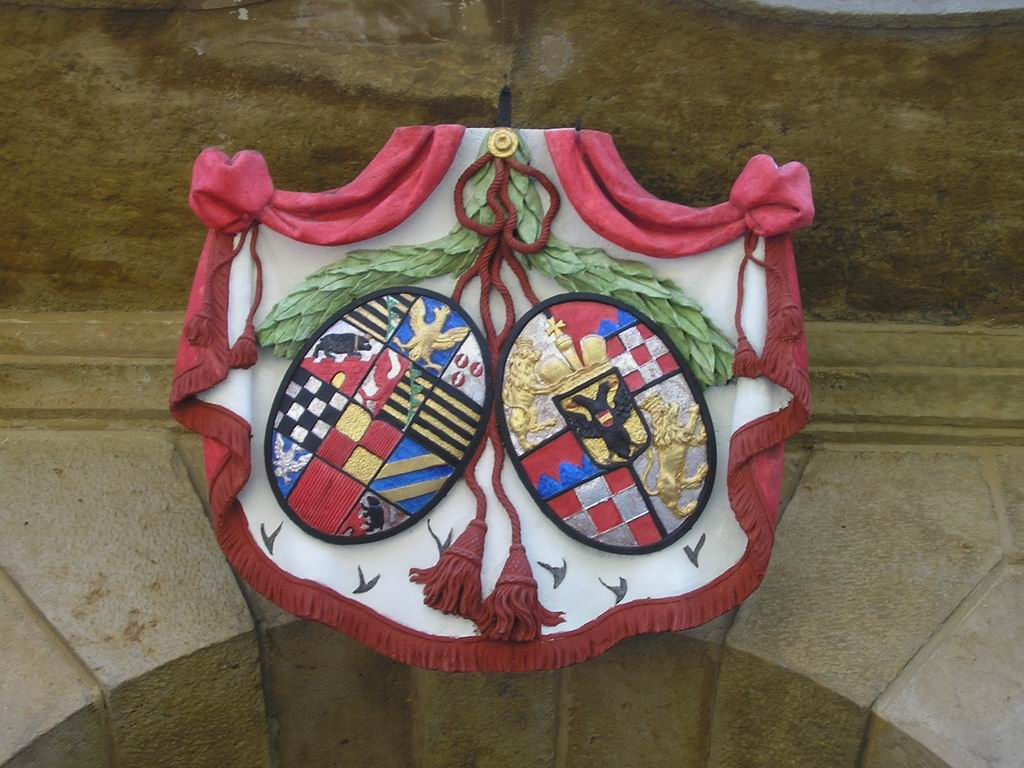
Герби родів Асканіїв і Гохбергів над входом до замку

11 червня 1509 року замок і прилеглі землі купив лицар з Майсену Конрад I фон Гоберн (після 1714 року у прізвищі появилися літери «ch», тобто воно стало Hochberg, Гохберг). Члени цього роду володіли замком до 1941 року, коли його конфіскували нацисти.
Під час Тридцятилітньої війни замок багаторазово піддавався частковим руйнуванням. У ході відбудов фортифікаційні споруди були перетворені на садові тераси у французькому стилі. У 1705—1732 роках на замовлення Конрада Ернста Максиміліана фон Гохберга (1682—1742) замок перебудували у бароковому стилі.

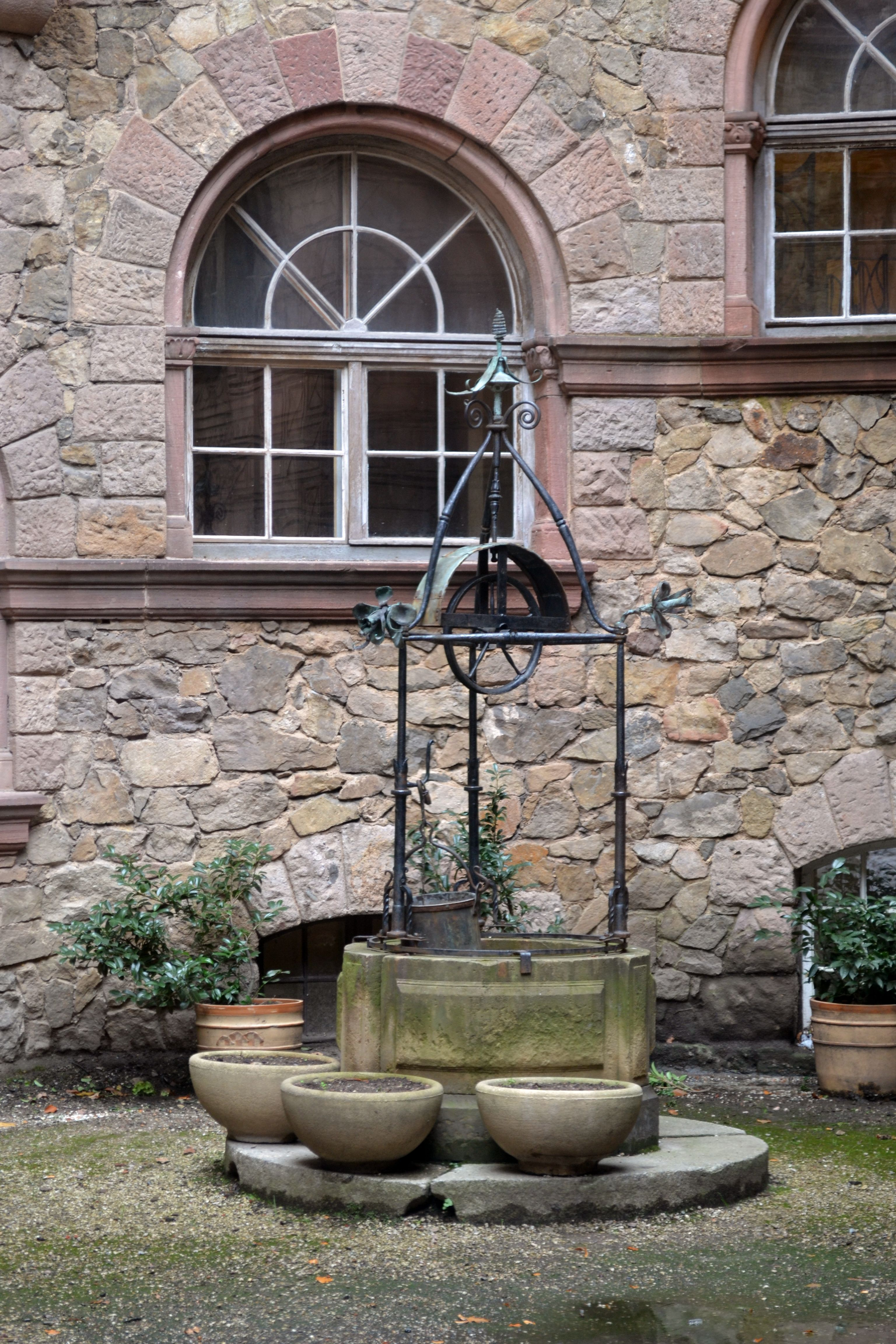
Замкова криниця

Друга велика перебудова замку припадає на 1908—1923 роки, коли після смерті батька у 1907 році Ганс Генріх XV Гохберг одержав вищий титул князя фон Плес (Fürst von Pleß). До замку були добудовані два неоренесансні крила — на північ і на захід. Вежа досягла висоти 47 м і була увінчана сферичним куполом з ліхтарем. Замкові тераси отримали свій нинішній вигляд.
Гохберги, що не підтримували нацистський режим, не проживали в замку з 1928 року. Ганс Генріх VII у 1932 році переїхав до Великої Британії, прийняв британське громадянство і воював на британській стороні під час війни. Його брат Олександр фон Гохберг воював проти Німеччини з польської сторони.

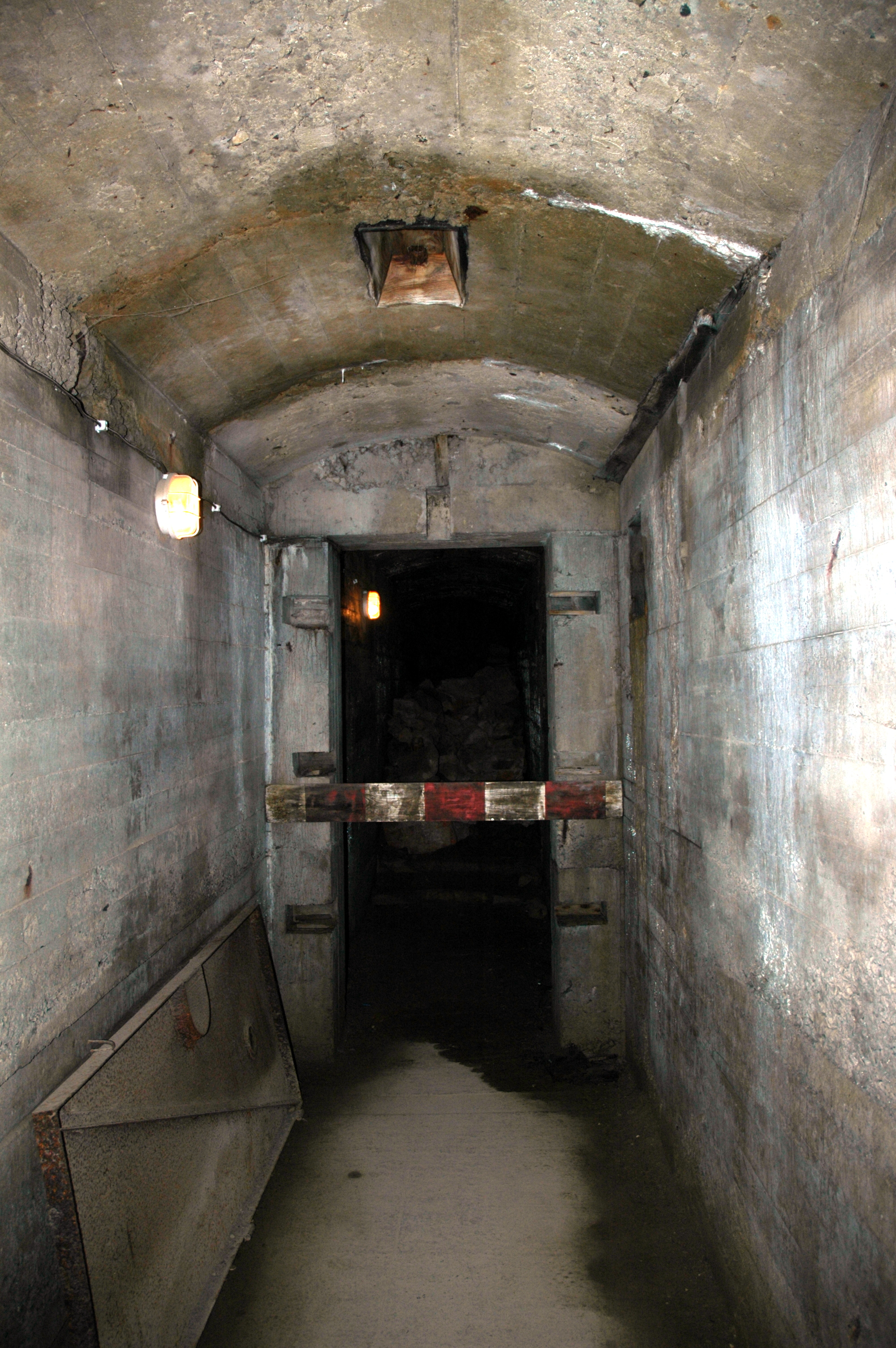
Підземелля замку

У 1941 році влада Третього рейху експропріювала замок і вирішила перетворити його на ще одну ставку Гітлера. Перед головним порталом була викопана шахта для ліфту глибиною 40 метрів, а під замком — тунелі й підземне сховище. Вважають, що на будівництві тунелів протягом чотирьох років працювали 3000 підневільних робітників. У підземеллях замку мали бути фабрика військової техніки, сховище цінних предметів і конфіденційних документів і, як і весь район, місце досліджень для створення ядерної зброї. Під час Другої світової війни у замку також зберігалися зібрання Королівської пруської бібліотеки в Берліні.
У післявоєнні роки замок був спустошений мародерами. Тільки в 1956—1962 роках починаються перші відновлювальні роботи з метою унеможливити подальше руйнування замку. Величезна шахта для ліфта, яку викопали нацисти, була засипана в 1967 році. У 1974 році почалися комплексні ремонтні роботи у барокових залах. Були розроблені красиві тканини в стилі бароко, які тепер оздоблюють найкращі приміщення замку.

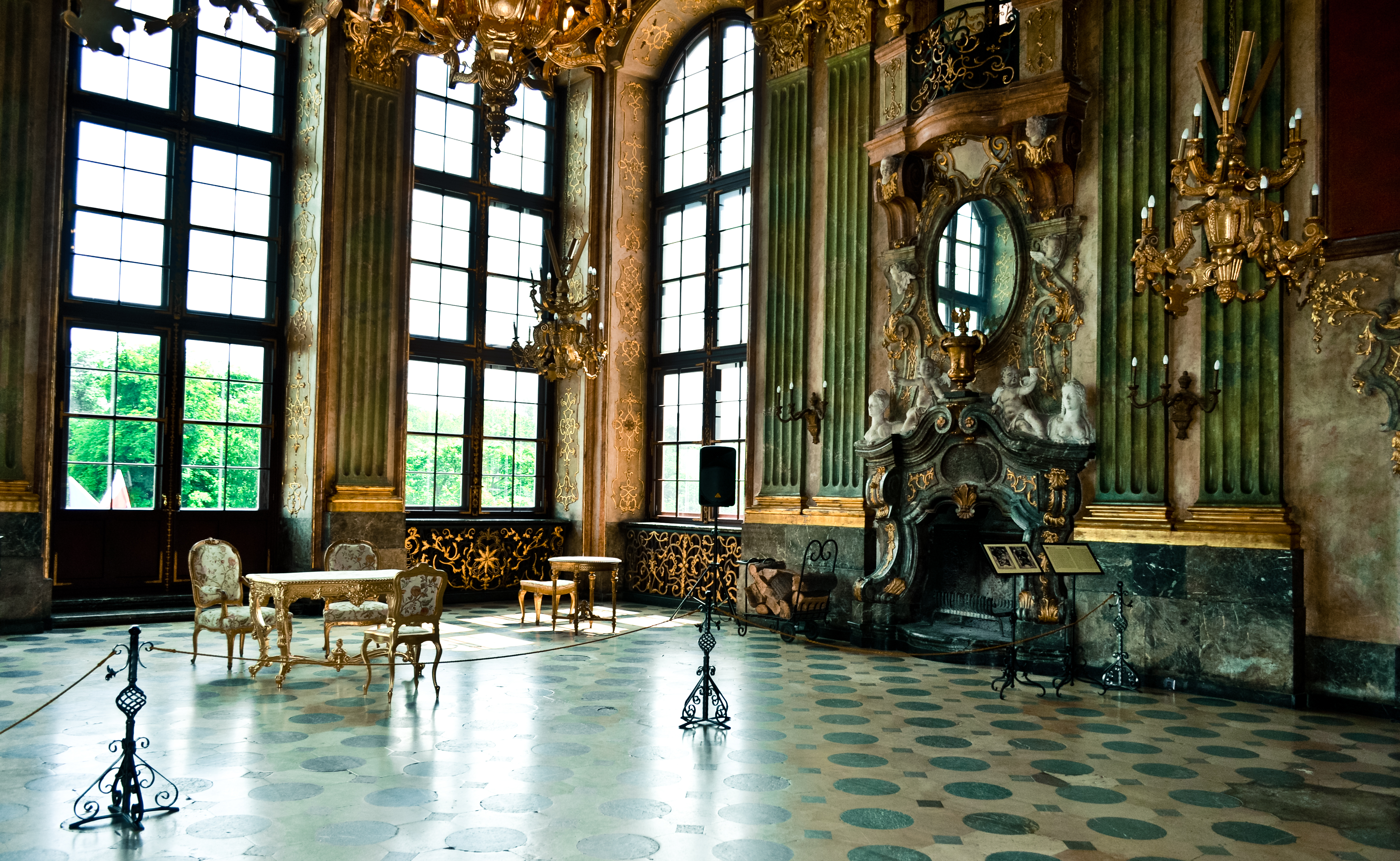
2013

До 1973 року територія замку «Князь» належала до села з такою ж назвою, пізніше його передали містові Валбжих. У 2013 році відремонтували дах.
10 грудня 2014 року в східній частині замку на горищі спалахнув вогонь. Із замку евакуювали туристів і співробітників. На місці працювали 30 пожежних бригад і після двогодинної боротьби пожежників вдалося взяти ситуацію під контроль. Пожежа пошкодила близько 500 квадратних метрів даху і горища. До 13 грудня 2014 року, замок був зачинений для туристів. Ремонт даху був закінчений у квітні 2015 року. Вартість ремонту пошкодженого даху замку становила 520 000 злотих.

## Галерея
Інтер'єри замку
|      |
| 2013 |

|      |
| 2013 |

|      |
| 1999 |

|      |
| 2009 |

|      |
| 2012 |

|      |
| 2016 |

|      |
| 2016 |

|      |
| 2013 |

Біля стін замку
|                       |
| Скульптура лева. 2016 |

|                   |
| Брама замку. 2010 |

|                    |
| Партер парку. 2013 |

|                      |
| Сходи. Фонтани. 2014 |

|      |
| 2010 |

|      |
| 2008 |

|      |
| 2010 |